# Delfina Fátima da Costa Simões
Delfina Fátima da Costa Simões ist eine Politikerin aus Osttimor. Sie ist Mitglied der Partei Congresso Nacional da Reconstrução Timorense (CNRT).
Bei den Parlamentswahlen am 7. Juli 2012 trat sie für den CNRT aussichtslos auf Listenplatz 42 an.
Mit der Parlamentsresolution 15/2012 wurde Simões am 10. Oktober 2012 als Abgesandte des Parlaments für fünf Jahre in den Staatsrat entsandt. Die Amtszeit endete 2017.